# Узбой
Узбо́й (туркм. Uzboý) — участки русла высохшей реки, долина в Туркменистане, протянувшаяся от Сарыкамышской котловины до Каспийского моря, ограничивая с северо-запада пустыню Каракумы. Проходит по территории Дашогузского велаята и Балканского велаята Туркменистана, длина около 550 км. Также является общим названием для серии озёр-стариц с автономным питанием, образовавшихся в древнем русле (Каратегелек и др).

## Этимология
Наименование Узбой состоит из двух составляющих: «уз» и «бой». Происхождение слова уз связано с древнетюркским словом угуз, которое может означать река (вода) или огуз — древнее самоназвание туркмен, которое также применялось в отношении Амударьи и её протоков вплоть до XIX—XX вв. В памятнике европейской картографии XVI в. Theatrum Orbis Terrarum русло Узбой указано в форме Огуз (Ougus). Тюркское слово бой (туркм. boý) означает либо русло (направление), либо — род (племя).

## История
Образование Узбоя относится к верхнечетвертичному периоду, когда древняя Амударья, образовав своими наносами пустыню Каракумы и отклонившись к северу, вместе с Аральским морем стала заполнять и Сарыкамышскую впадину (рукав Дарьялык), после заполнения которой и образовался сток из неё в сторону Каспийского моря. Река просуществовала всего около 10 тысяч лет, сильно уступая в водности Амударье. Сток воды в ней сильно колебался в зависимости от притока амударьинских вод и окрестных тектонических процессов, возможно, прерывался не раз и окончательно прекратился не менее 2—3 тысяч лет назад. 
В современную геологическую эпоху поток до Красноводского залива доходил скорее эпизодически и по самым оптимистичным оценкам последний раз имел место в XVI веке. Есть мнение, что до начала полноценного функционирования великого шёлкового пути существовал водный «каспийский» путь, соединявший Древнюю Грецию по Чёрному морю через Колхиду, Риони и Куру с Каспийским морем, а оттуда по Узбою и Оксу — с Хорезмом.
Анализ древних источников может создать впечатление, что Узбой (гипотетически) мог играть значительную роль в водном балансе Каспия ещё в историческое время. Так, к VIII веку арабы обошли Каспийское море с севера (по пути из Туркестана на Кавказ) и поэтому могли сравнивать Волгу и Узбой на своём личном опыте. В их описаниях Узбой предстаёт большой рекой, текущей в Каспий. По Идриси это была «величайшая река мира, как по объему и глубине вод, так и по ширине ложа». По распространённой в Средней Азии легенде, поворот русла Амударьи был осуществлён монголами после их нашествия на Среднюю Азию.
С другой стороны, многие современные геологи и гидрологи отвергают возможность того, что Узбой в историческое время соединял Сарыкамышскую котловину с Каспийским морем. Так, С. П. Толстов, исследовавший долину Узбоя в октябре 1947 года, делает вывод, что тока воды в историческое время в нём не было; легенды о «повороте Амударьи» в XIII—XVI веках вызваны наполнением и вновь пересыханием её протоки в Сарыкамышское озеро в соответствующий период из-за разрушения монголами и Тамерланом ирригационной системы Хорезма и её последующего восстановления — вкупе с озёрами, образующимися на некоторых участках русла, которые могли создавать иллюзию настоящей реки. Кроме того, он отмечал, что Узбой просто по своему размеру не мог быть основным руслом Амударьи. По мнению Толстова, такое объяснение разрешает противоречие между сведениями историков и геологов.
В начале 1950-х годов планировалось использовать русло Узбоя для конструкции Главного Туркменского канала от реки Амударьи до Красноводска, но план не был осуществлён. После смерти Сталина строительство канала было остановлено в пользу Каракумского канала.

## Современное состояние

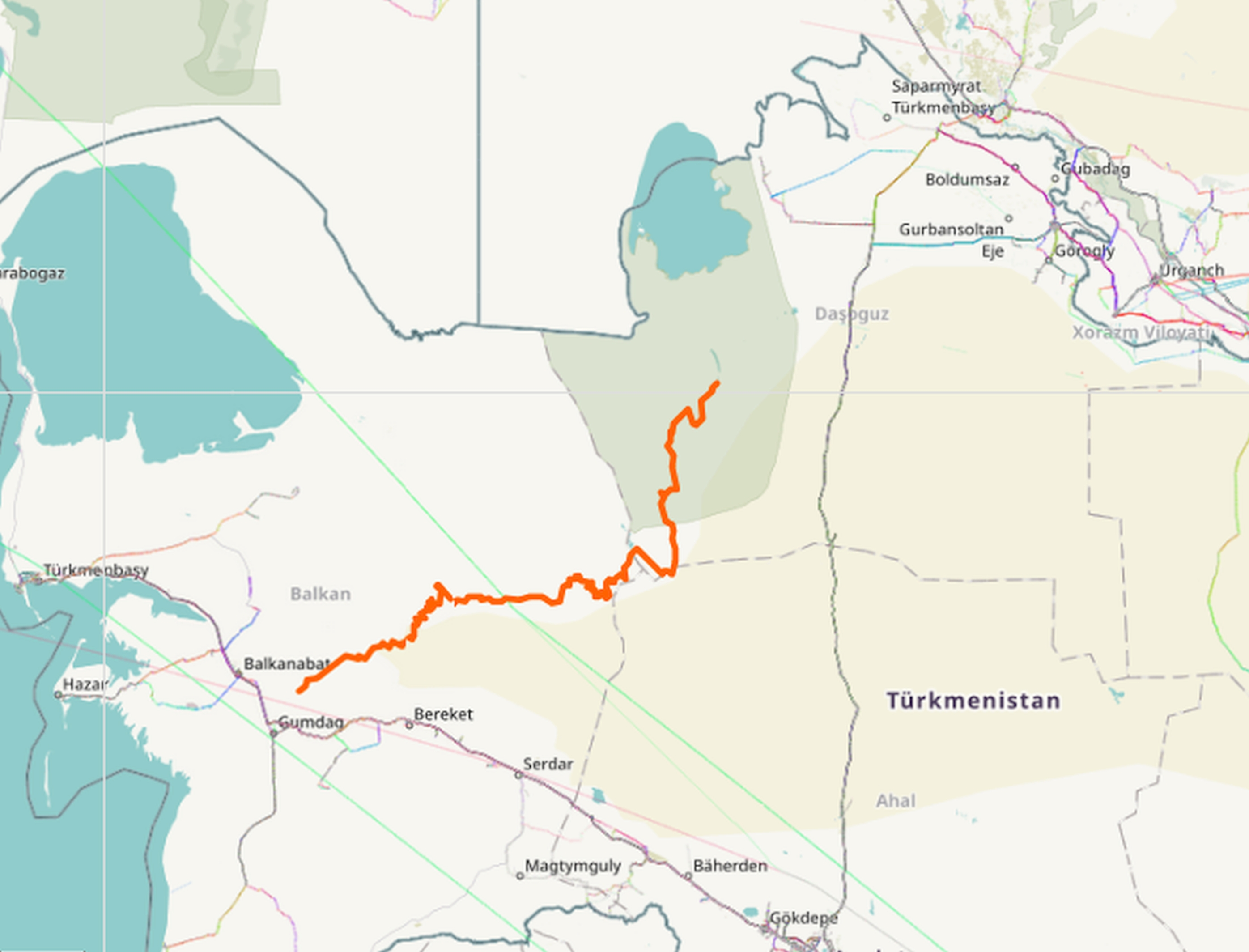
Современное русло

Порожистые участки русла, перепады со следами деятельности бывших водопадов, сформировавшиеся террасы с многочисленными остатками раковин пресноводных моллюсков и органическими остатками былой флоры — всё это не оставляет сомнений, что по этому месту некогда протекала полноводная река, нёсшая воды Амударьи в Каспийское море.
Владимир Обручев, совершая свою первую экспедицию по Закаспийской области в 1886 году, так описывает Узбой: «В двустах шагах к западу от колодца Бала-Ишем, лежащего на караванной дороге из Кизил-Арвата в Хиву под 40°15′ с. ш. и 57° в. д. от Гринвича, за рядом невысоких песчаных холмов обнаруживается незначительная впадина, представляющая знаменитый Узбой, возбуждавший столько толков и споров в учёном мире, столько надежд в мире техническо-коммерческом и до сих пор не исследованный окончательно». Гидрогеолог Владимир Кунин, много работавший в Средней Азии уже в XX веке, заметил, что ни об одной реке мира, вероятно, столько не писали, как об этой умершей реке.

## Топонимия
Узбой — поселок городского типа в Балканском велаяте Туркменистана.
В 1976 году именем Узбой была названа протяжённая долина на планете Марс — Долина Узбой.